# Sicyos angulatus
Sicyos angulatus — вид квіткових рослин родини гарбузових (Cucurbitaceae). Ареал: Канада, США; натуралізований чи інтродукований у Європі, Кореї, Японії, Китаї, Тайвані.

## Середовище проживання
Населяє береги струмків, алювіальні заплави, порушені ліси, хащі, вирубки, пустирі, перелоги, залізничні береги; 0–300 метрів.

## Морфологічна характеристика

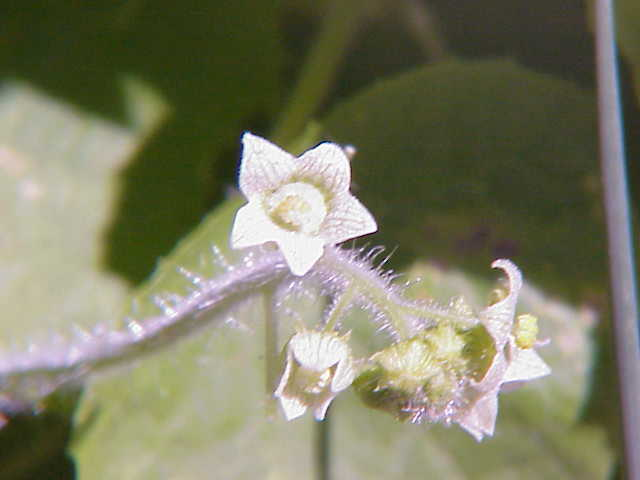
Чоловічі квітки

Однорічник, однодомний, з окремими чоловічими і жіночими квітками. Стебла блідо-зелені, бороздчасті, помірно-густо ворсинчасто-запушені, залозисто-в'язкі, підіймаються по кущах і парканах або тягнуться по землі за допомогою розгалужених вусиків. Чергові листки: ніжка товста й запушена, 1–7(13) см; пластина від округло-кутастої до широкояйцювато-кутастої форми неглибоко (3)5-лопатева, 4–12 × 6–17(20) см, верх зазвичай безволосий, а низ волосатий, особливо на жилках, волоски із залозистими кінчиками. Суцвіття: тичинкові на 10–21(34) квітки; маточкові на 8–16 квіток. Квітки: тичинкові: віночок від білого до зеленувато-білого, 4–8 мм; маточкові: чашолистки від лінійних до лінійно-трикутних, 0.5–1 мм, віночок 1–2 мм. Плід спочатку зелений, з віком стає коричневим, яйцювато-дзьобатий, 9–15 мм, шипастий, шипи вусаті, також щільно павутинно-ворсинчасті до тонко ворсинчастих, волоски часто мають залозисті кінці. Цвіте з червня по жовтень(листопад). Плоди розсіюються тваринами, які стикаються з їхньою щетинистою поверхнею.

## Використання
Листя Sicyos angulatus можна готувати та їсти як зелений овоч. Вважається, що відвар рослини використовується в традиційній індіанській медицині для лікування венеричних захворювань.